# Jean Victor de Bruijn
Jean Victor de Bruijn (Mertoyudan, 25 november 1913 – Driebergen, 12 februari 1979) was een Nederlands controleur, militair, ontdekkingsreiziger, etnoloog en schrijver. Het grootste deel van zijn leven bracht hij door in Nederlands-Indië, vooral in Nederlands Nieuw-Guinea, waar hij werkte in het koloniaal bestuur en als wetenschapper. Hij verwierf bekendheid omdat hij samen met inheemse soldaten in het bergachtige binnenland van West-Nieuw-Guinea standhield tegen de Japanse troepen, als onderdeel van Operatie Oaktree, waarmee hij tijdens de Tweede Wereldoorlog een van de laatste door Nederland gecontroleerde buitenposten in Nederlands-Indië handhaafde.

## Eerste Jaren
Jean Victor de Bruijn, afkomstig uit een gezin van acht kinderen, werd geboren op de suikerplantage van Mertoyudan, nabij Magelang, op Java. Zijn vader, Gerard de Bruijn, was beheerder van de plantage. Daar en in Semarang ging hij naar de lagere en middelbare scholen. Hij wilde werken in het bestuur van Nederlands-Indië, waarvoor verplichte cursussen  indologie nodig waren, en in 1931 schreef hij zich in aan de Universiteit van Leiden, waar hij zijn lessen in 1935 voltooide. Als gevolg van de  Grote Depressie waren er echter geen verdere benoemingen in het koloniale bestuur. daar kon worden gemaakt, en hij moest twee jaar in Nederland doorbrengen met een deel van het salaris maar zonder beroep. In december 1937, nadat hij rechtstreeks aan de Universiteit van Leiden verdere studies had gevolgd, behaalde hij daar de graad van doctor in de literatuur en filosofie.
In januari 1938 keerde hij terug naar Nederlands-Indië. Vanuit Batavia werd hij benoemd tot assistent-districtsofficier in Saparua op de Molukken, waar hij acht maanden bleef en bijdroeg aan de aanleg van wegen om het land te ontsluiten. Hij wilde echter heel graag in Nieuw-Guinea gaan werken en had daar al gevraagd toen hij nog in Nederland was. De recente ontdekking van de Wisselmeren in december 1936, in het bergachtige binnenland van het eiland, had hem des te gretiger gemaakt, maar de autoriteiten vonden hem te jong voor de verantwoordelijke aard van het werk. Niettemin, kreeg De Bruijn, na slechts tien maanden in dienst, zijn kans toen de regering zich al snel bewust werd van zijn talenten. 
In 1939 stuurden ze hem een dringend telegram om naar Ambon te vliegen, en van daaruit de leiding over de post bij de pas ontdekte meren over te nemen. Tegen die tijd bestond de basis in  Enarotali uit de districtsofficier en een arts, een radio-operator (beiden Indonesiërs), ongeveer twintig inheemse politiemensen, 120  koelies, evenals twintig Javaanse veroordeelden en verschillende christelijke missionarissen. Ook maakte hij verschillende reizen naar het binnenland, samen met botanici en etnologen die voor de gelegenheid kwamen.

## De Tweede Wereldoorlog
Het grootste deel van Nederlands-Indië werd begin 1942 door de Japanners binnengevallen, al snel in april 1942 gevolgd door Nederlands Nieuw-Guinea, waardoor de post van de kust werd geïsoleerd. Enarotali onderhield nog steeds contact met Merauke, het laatst overgebleven Nederlandse bolwerk in Nederlands-Indië, en met Australië dankzij watervliegtuigen die op het Paniai-meer landden. De Nederlandse en Australische regeringen overwogen de post te evacueren, maar De Bruijn was vastbesloten daar te blijven en de Japanners te bevechten en inlichtingen te verzamelen, in wat  Operatie Oaktree zou worden genoemd. 
In juli ging hij naar Australië om zijn zaak te bepleiten. Er werd afgesproken dat hij met geweren en munitie naar de hooglanden zou worden teruggestuurd, maar dat er voorlopig geen verdere hulp kon worden verleend, aangezien er weinig vliegtuigen beschikbaar waren. In november 1942 vertrok een vliegtuig vanuit Merauke en bracht hem terug naar Enarotali en de hooglanden. Toen hij terugkeerde naar de hooglanden, ontdekte hij dat de lokale bevolking, vanwege het ontbreken van gezag, door de Japanners waren overtuigd om zich rechtstreeks te melden bij hun hoofdkwartier in Fakfak. De volgende maand, stuurden de Japanners twee torpedobootjagers langs de kust. Ten zuiden van Enarotali, landden 450 mariniers in Timoeka bij Kaukenau. Zij begonnen met de aanleg van een vliegveld en een basis. De Bruijn deed een inval in de plaatselijke politiepost in Oeta en ontwapende de lokale militie die de kant van de Japanners hadden gekozen en trok zich vervolgens terug in de bergen. 
De Japanners, boos over zijn aanval, stuurden verschillende verkenningsvliegtuigen over de meren. Vanwege het numerieke overwicht van de Japanners besloot De Bruijn zich te beperken tot het verrichten van inlichtingenwerk over Japanse troepenbewegingen. In mei 1943 werd hij ervan op de hoogte gebracht dat een groep van 60 Japanners landinwaarts zou komen. Eind mei 1943 kwamen de Japanners, vastbesloten de merengebieden te bezetten om te voorkomen dat geallieerde vliegtuigen op het Paniai-meer zouden landen. Bij de meren aangekomen beseften de Japanners dat Enarotali tot de grond toe was afgebrand door de Bruijn en zijn mannen.  Tijdens hun terugtocht naar veiligheid in de omliggende valleien, kon hij dankzij Papoea's die voor de Japanners hadden gewerkt, waardevolle informatie verstrekken aan de NEFIS over Japanse strijdkrachten gestationeerd op Ambon, Seran, Nabire en Timika. 
De Bruijn bleef onopvallend, verzamelde inlichtingen en gebruikte luchtdroppingsvoorraden en ontving munitie en geweren. Daarmee trainde hij zijn mannen in het schieten en riep luchtaanvallen uit op Japanse posities bij Enarotali. Begin 1944 begon hij de Papoea's te versterken met extra militaire training, waarbij hij hinderlagen legde tegen Japanse troepen in de regio, waarbij hij tientallen van hen doodde. Tegelijkertijd kwamen er berichten binnen dat steeds meer Japanse troepen richting de bergen trokken en vluchtten uit hun bolwerken aan de noordkust bij Hollandia en Sarmi, die door de Amerikanen waren binnengevallen. Ze begrepen dat ze het risico liepen ingeklemd te raken tussen de Japanse troepen die zich terugtrokken uit het noorden en het contingent dat zich in het westen bij Enarotali bevond. In juli 1944 besloot De Bruijn te evacueren, waarmee een einde kwam aan de operaties in het hoogland.
Gedurende een periode van twee jaar heeft deze guerrillamacht Japanse posities in een hinderlaag gelokt, voorraden geplunderd en munitieopslagplaatsen vernietigd. Hoewel het gebied van de hooglandmeren militair gesproken van weinig strategische waarde was, maakte zijn locatie het mogelijk waardevolle informatie te verzamelen over Japanse posities in de regio. Uit handen van  Koningin Wilhelmina ontving hij persoonlijk het Nederlands  Kruis van Verdienste, het Bronzen Kruis en de Orde van Oranje-Nassau.

## Latere jaren
Na zijn evacuatie verbleef hij enige tijd in een Australisch ziekenhuis, waar hij werd behandeld voor ondervoeding, en ontmoette daar zijn vrouw Geertje Botma, die daar als verpleegster werkte. Daarna ging hij terug naar Nieuw-Guinea, waar hij tussen 1946 en 1950 zijn werk als districtsofficier van het eiland Biak hervatte. Tussen 1952 en 1962 werkte hij in Hollandia, waar hij werkte als administratief ambtenaar en hoofd van het demografisch bureau.  In 1963, na de overdracht van West-Nieuw-Guinea aan Indonesië, verliet hij het eiland om te gaan werken als hoofd van het Urbanization Research Information Center van de South Pacific Commission in Noumea, Frans-Caledonië. Uiteindelijk kwam hij in 1965 terug naar Nederland en werd tot aan zijn pensionering in 1972 hoofd van het Centraal Bureau van het Koninklijk Instituut voor de Tropen in Amsterdam.
In 1978 publiceerde hij een boek, genaamd "Het verdwenen volk", een van de eerste in zijn soort over de kwesties in verband met de overdracht van West-Nieuw-Guinea aan Indonesië, en de risico's die dit voor de lokale culturen opleverde. regio, zoals de ‘Indonesianisering’, die het startpunt zou zijn van het Papoea-conflict tegen de Vrije Papoea-beweging en de Indonesische regering.
Hij overleed op 12 februari 1979 op 65-jarige leeftijd in Driebergen, Nederland.

## Onderscheidingen
Ridder in de Orde van Oranje-Nassau

 Bronzen Kruis

 Kruis van Verdienste